# Дуглас (округ, Небраска)
Округ Дуглас (англ. Douglas County) — округ на востоке американского штата Небраска. Это самый населённый округ штата, в нём проживает более четверти всего населения Небраски. На 2010 год население округа Дуглас составляло 517 110 жителей. Окружной центр — Омаха, являющаяся крупнейшим городом округа. Дуглас — один из пяти округов Небраски, входящих в метрополию Омаха-Каунсил-Блафс.
Округ был создан в 1855 году, назван в честь политика Стивена Арнольда Дугласа (1813—1861).

## География
По данным Бюро переписи населения США округ Дуглас имеет общую площадь в 878 квадратных километра, из которых 850 кв. километра занимает земля и 28 кв. километра — вода. Площадь водных ресурсов округа составляет 3,2 % от всей его площади.
Дуглас граничит с пятью округами:
- Додж (северо-запад)
- Вашингтон (север)
- Поттавоттами (восток)
- Сэрпи (юг)
- Сондерс (запад)

В округе находятся города Беннингтон, Омаха, Ролстон и Валли, а также посёлки Бойс-Таун и Уотерлу.

### Транспорт
Через округ проходят:
- I-80
- I-480
- I-680
- US 6 (англ. U.S. Route 6).
- US 75 (англ. U.S. Route 75).
- US 275 (англ. U.S. Route 275).
- Дорога 31 штата Небраска[англ.].
- Дорога 36 штата Небраска[англ.]
- Дорога 50 штата Небраска[англ.].
- Дорога 64 штата Небраска[англ.]
- Дорога 85 штата Небраска[англ.].
- Дорога 92 штата Небраска[англ.]
- Дорога 133 штата Небраска[англ.]

## Население
| Год  | Численность | Численность |
| ---- | ----------- | ----------- |
| 1860 | 4328        |             |
| 1870 | 19 982      |             |
| 1880 | 37 645      |             |
| 1890 | 158 008     |             |
| 1900 | 140 590     |             |
| 1910 | 168 546     |             |
| 1920 | 204 524     |             |
| 1930 | 232 982     |             |
| 1940 | 247 562     |             |
| 1950 | 281 020     |             |
| 1960 | 343 490     |             |
| 1970 | 389 455     |             |
| 1980 | 397 038     |             |
| 1990 | 416 444     |             |
| 2000 | 463 585     |             |
| 2010 | 517 110     | [ 3 ] [ 4 ] |
| 2011 | 524 535     | [ 5 ]       |
| 2012 | 531 208     | [ 5 ]       |
| 2013 | 537 256     | [ 5 ]       |
| 2015 | 550 064     | [ 6 ]       |
| 2016 | 554 995     |             |
| 2020 | 584 526     | [ 2 ]       |

В 2010 году на территории округа проживало 517 110 человек (из них 49,2 % мужчин и 50,8 % женщин), насчитывалось 202 411 домашнее хозяйство и 125 614 семей. Расовый состав: белые — 76,4 %, афроамериканцы — 11,6 %, коренные американцы — 0,7 % и представители двух и более рас — 2,8 %.
Население округа по возрастному диапазону по данным переписи 2010 года распределилось следующим образом: 26,1 % — жители младше 18 лет, 4,1 % — между 18 и 21 годами, 59,2 % — от 21 до 65 лет и 10,6 % — в возрасте 65 лет и старше. Средний возраст населения — 46,1 лет. На каждые 100 женщин в Дугласе приходилось 96,7 мужчин, при этом на 100 совершеннолетних женщин приходилось уже 94,2 мужчины сопоставимого возраста.
Из 202 411 домашнего хозяйства 62,1 % представляли собой семьи: 44,8 % совместно проживающих супружеских пар (20,4 % с детьми младше 18 лет); 12,6 % — женщины, проживающие без мужей и 4,6 % — мужчины, проживающие без жён. 37,9 % не имели семьи. В среднем домашнее хозяйство ведут 2,49 человека, а средний размер семьи — 3,15 человека. В одиночестве проживали 30,1 % населения, 8,6 % составляли одинокие пожилые люди (старше 65 лет).

## Экономика
В 2016 году из 417 400 трудоспособных жителей старше 16 лет имели работу 280 910 человек. В 2014 году медианный доход на семью оценивался в 73 885 $, на домашнее хозяйство — в 56 003 $. Доход на душу населения — 30 548 $. 10,1 % от всего числа семей в Дугласе и 14,2 % от всей численности населения находилось на момент переписи за чертой бедности.